# Libyscher Fußball-Supercup
Der Libysche Fußball-Supercup ist ein libyscher Fußballwettbewerb, in dem zu Beginn einer Saison der libysche Meister und der libysche Pokalsieger der abgelaufenen Saison in einem einzigen Spiel aufeinandertreffen. 1997 wurde der Sieger per Hin- und Rückspiel bestimmt.
2011 wurde der Supercup aufgrund des libyschen Bürgerkriegs abgebrochen und fand seitdem nicht mehr statt.

## Die Endspiele im Überblick
| Jahr | Meister          | Ergebnis                          | Pokalsieger      |
| ---- | ---------------- | --------------------------------- | ---------------- |
| 1997 | al-Tahaddy       | 1:0 (Hin- & Rückspiel (1:0, 0:0)) | al-Nasr Banghazi |
| 1998 | Almahalla SC     | 3:1                               | al-Shat          |
| 1999 | Almahalla SC     | 0:0 n. V. 10:11 i. E.             | al-Ittihad       |
| 2000 | al-Ahly Tripolis | 2:0                               | Asswehly SC 1    |
| 2001 | al-Madina        | 2:1                               | al-Ahly Tripolis |
| 2002 | al-Ittihad       | 1:0                               | al-Hilal SC      |
| 2003 | al-Ittihad       | 3:0                               | al-Nasr Banghazi |
| 2004 | al-Olympic       | 2:5                               | al-Ittihad       |
| 2005 | al-Ittihad       | 1:0                               | al-Akhdhar 1     |
| 2006 | al-Ittihad       | 1:0                               | al-Ahly Tripolis |
| 2007 | al-Ittihad       | 3:1 n. V.                         | al-Akhdhar 1     |
| 2008 | al-Ittihad       | 4:0                               | Khaleej Sirte    |
| 2009 | al-Ittihad       | 3:2                               | al-Tarsana 1     |
| 2010 | al-Ittihad       | 3:0                               | al-Nasr Banghazi |

## Rangliste der Sieger
| Rang | Verein           | Titel | Jahr(e)                                                    | FT |
| ---- | ---------------- | ----- | ---------------------------------------------------------- | -- |
| 1    | al-Ittihad       | 10    | 1999, 2002, 2003, 2004, 2005, 2006, 2007, 2008, 2009, 2010 | /  |
| 2    | al-Ahly Tripolis | 1     | 2000                                                       | 2  |
| 3    | Almahalla SC     | 1     | 1998                                                       | 1  |
| 4    | al-Tahaddy       | 1     | 1997                                                       | /  |
| 4    | al-Madina        | 1     | 2001                                                       | /  |